# ティラド
株式会社ティラド（T.RAD Co., Ltd.）は、熱交換器を製造する日本の独立系メーカーである。

## 概要
1936年（昭和11年）11月11日の創業以来、自動車・建機などの各種パワートレインに対応したラジエターやオイルクーラーなどの自動車部品を製造・販売している。独立系の熱交換器メーカーとして日本を開発拠点に欧州やアジア、中国、北米に展開し、世界５極体制のグローバルマーケット体制を確立している。 日本と海外拠点での売り上げの合計は、1,000億を超えたレベルを維持しており、安定性の高い経営を実現している。

## 沿革
- 1936年（昭和11年） - 11月11日 株式會社東洋ラヂヱーター製作所を創立
- 1937年（昭和12年） - 川崎工場（のちに製作所に変更）操業開始
- 1940年（昭和15年） - 名古屋製作所操業開始
- 1944年（昭和19年） - 商号を東洋冷却器株式會社に変更
- 1951年（昭和26年） - 商号を東洋ラジエーター株式会社に変更
- 1958年（昭和33年） - 大阪出張所（現大阪営業所）開設
- 1960年（昭和35年） - 秦野工場（のちに製作所に変更）操業開始、技術研究所開設
- 1961年（昭和36年） - 東京証券取引所市場第2部に株式上場
- 1962年（昭和37年） - 川崎製作所を秦野製作所に移転
- 1969年（昭和44年） - 東京証券取引所の第一部に指定、八日市（現滋賀）製作所操業開始
- 1985年（昭和60年） - 東和運輸（現ティラドロジスティクス）を子会社化、名古屋製作所（東浦工場）操業開始
- 1988年（昭和63年） - アメリカ・ケンタッキー州にCoPAR Inc.(現社名T.RAD North America, Inc.）を設立
- 1990年（平成2年） - タイに合弁会社TORC Co., Ltd.を設立
- 1997年（平成9年） - インドに合弁会社TATA Toyo Radiator Ltd.を設立
- 1999年（平成11年） - タイにTOYO RADIATOR(THAILAND) Co., Ltd.(現T.RAD(THAILAND)Co., Ltd.)を設立
- 2000年（平成12年） - T.RAD North America Aluminum Div.操業開始
- 2002年（平成14年） - 中国・広東省に東洋熱交換機（中山）有限公司を設立
- 2004年（平成16年） - チェコにTOYO RADIATOR Czech s.r.o.(現社名T.RAD Czech s.r.o.)を設立
- 2005年（平成17年） - 4 月1 日「株式会社ティラド」へ社名変更、中国・山東省に合弁会社青島東洋熱交換器有限公司を設立
- 2008年（平成20年） - インドネシアにPT. T.RAD INDONESIAを設立
- 2011年（平成23年）- インドにTACO/T.RAD R&D Centreを設立
- 2012年（平成24年） - North America T.RAD R&D Centerを設立、中国・江蘇州に東洋熱交換器(常熟)有限公司を設立、ベトナムにT.RAD 　　　　(VIETNAM) CO.,LTDを設立
- 2016年（平成28年） - T.RAD North America Inc. がTripac International Inc.を子会社化
- 2017年（平成29年） - ドイツにT.RAD Sales Europe GmbHを設立、青島東洋熱交換器有限公司を連結子会社化
- 2018年（平成30年） - 株式会社ティラドコネクト 設立
- 2022年（令和4年）   - 東京証券取引所の市場区分の見直しにより、東京証券取引所の市場第一部からプライム市場に移行

## 経営理念・コーポレートスローガン
【経営理念】
- すぐれた熱エネルギー変換技術とサービ スの提供により、地球環境にやさしい持続可能な社会の実現に貢献する
- 会社の永続的発展と顧客、株主、従業員、 取引先、地域社会の 幸福を追求する

【コーポレートスローガン】
- 限りなく拡がる熱エネルギー変換技術に夢を託して
- GXの実現に貢献する世界NO.1熱交換器メーカーを目指して

## 主な製品
|      | ラジエータ   | オイルクーラ         | インタークーラ     | 空調用熱交換器       | 新分野熱交換器      |
| ---- | ------------ | -------------------- | ------------------ | -------------------- | ------------------- |
| 製品 | 乗用車用     | 水冷式プレートタイプ | 乗用車用           | 家庭用               | 高温度対応          |
| 製品 | RV車用       | AT用                 | RV車用             | 業務用               | 高温度対応          |
| 製品 | トラック用   | 作動油用             | バス・トラック用   | ガスヒートポンプ用   | 燃料電池用          |
| 製品 | オートバイ用 | 超大型作動油用       | 軽乗用車用         | 自動販売機用         | 燃料電池用          |
| 製品 | 建設機械用   | オールアルミ製空冷式 | 建設機械用         | 列車用               | 電子機器冷却用      |
| 製品 | 大型建機用   | 特殊仕様             | プレジャーボート用 | 除湿機用             | 電子機器冷却用      |
| 製品 | 産業機械用   | 二輪車用空冷         | マリン用           | ファンコイルユニット | CO2冷媒使用給湯機用 |
| 製品 | 農業機械用   | 軽量高耐圧作動油用   | マリン用           | その他用             | 台形曲げラジエータ  |

ラジエータ、オイルクーラ/ウォーマ、チャージエアクーラ、EGRクーラ等様々な熱交換器となり、昨今の電動車両用としては、低温ラジエータ、インバータ冷却器、バッテリー冷却器等を得意先へ提供している。
現在の事業の軸としては、電気自動車（BEV）・燃料電池車（FCEV）・ハイブリッド車（HEV）用熱交換器、建設機械用熱交換器、二輪車用熱交換器に大別しており、特に市場シェアが高いものは建機用、二輪用等

## 主な取引先
|        | 自動車                            | 建設機械             | 空調機器     | 農業機械・車両       | 新分野                       |
| ------ | --------------------------------- | -------------------- | ------------ | -------------------- | ---------------------------- |
| 取引先 | トヨタ自動車                      | 小松製作所           | パナソニック | クボタ               | リンナイ                     |
| 取引先 | 本田技研工業                      | 小松製作所           | パナソニック | クボタ               | リンナイ                     |
| 取引先 | スズキ                            | 三菱重工業           | パナソニック | 豊田自動織機         | トヨタタービンアンドシステム |
| 取引先 | マツダ                            | 三菱重工業           | 三菱電機     | 豊田自動織機         | トヨタタービンアンドシステム |
| 取引先 | 三菱自動車工業                    | キャタピラージャパン | 三菱電機     | ヤンマー             | マイクロ・エナジー           |
| 取引先 | 三菱ふそうトラック・バス          | キャタピラージャパン | 三菱電機     | ヤンマー             | マイクロ・エナジー           |
| 取引先 | ダイハツ工業                      | 日立建機             | シャープ     | コマツユーティリティ | Plug Power Inc.              |
| 取引先 | 日野自動車                        | 日立建機             | シャープ     | コマツユーティリティ | Plug Power Inc.              |
| 取引先 | いすゞ自動車                      | コベルコ建機         | シャープ     | 三菱農機             | Ballard Power Systems Inc.   |
| 取引先 | UDトラックス（旧:日産ディーゼル） | コベルコ建機         | ダイキン工業 | 三菱農機             | Ballard Power Systems Inc.   |
| 取引先 | 川崎重工業                        | 住友建機             | ダイキン工業 | 井関農機             | Elliott Energy Systems, Inc. |
| 取引先 | ヤマハ発動機                      | 住友建機             | ダイキン工業 | ユニキャリア         | Elliott Energy Systems, Inc. |